# Akasia
Akasia est un faubourg situé au nord-ouest de la ville de Pretoria en Afrique du Sud. Rattaché à la municipalité métropolitaine de Tshwane, Akasia rassemble plusieurs quartiers ruraux ou semi-urbains situés en banlieue périphérique de Pretoria.
Akasia est un faubourg cosmopolite à la vie nocturne animée, doublé d'un quartier commerçant comprenant écoles, collèges, plusieurs grands centres commerciaux et des complexes sportifs.
Les axes principaux d'Akasia sont John Vorster road, Daan de Wet nel road, Mabopane Hwy, Doreen avenue, ou encore Brits road.

## Historique
La première banlieue incorporée dans Akasia a été l'ancienne municipalité résidentielle The Orchards, fondée en 1904. Elle a été rejointe par la suite par le complexe industriel de Rosslyn.
Dans les années 1970, de nombreuses terres agricoles furent rachetées, découpées en parcelles et vendues à la construction immobilière. En quelques années sont apparus les quartiers résidentiels de Karenpark, Amandasig, Theresapark, Ninapark, Clarina, Hesteapark, Florauna et Chantelle.
Au début des années 1990, les habitants d'Akasia sont encore principalement blancs et afrikaners. Politiquement conservatrice, Akasia tombe dans l'escarcelle du parti conservateur lors des élections municipales sud-africaines de 1988. Ses dirigeants tentent sans succès de garder son autonomie de gestion et de freiner, en 1995, l’amalgamation du faubourg avec le township de Soshanguve dans une nouvelle sous-structure municipale au sein de la nouvelle municipalité transitoire du Grand Pretoria.
Les vagues de migration qui suivent la fin de l'apartheid modifient au fil des ans la sociologie de nombreux quartiers d'Akasia.
Durant les années 2000, le quartier d'Onderstepoort lui est annexé.

## Quartiers
- Amandasig
- Chantelle
- Clarina
- Heatherdale AH
- Heather View
- Hesteapark
- Karenpark
- Klerksoord
- Ninapark
- Onderstepoort Nature Reserve
- Rosslyn
- Rosslyn Industrial
- The Orchards
- The Orchards Ext
- The Orchards Ext 11
- The Orchards Ext 21
- The Orchards Ext 24
- Theresapark
- Winternest AH

## Démographie
Le faubourg d'Akasia comptait 400 habitants en 1950.
Selon le recensement de 2011, Akasia comprenait dorénavant 59 455 résidents, principalement issu de la communauté noire (73,75 %) (89,33 % des résidents de Chantelle, 95,84 % de ceux de Klerksoord). Si les blancs représentent 23,5 % de l'ensemble des habitants du faubourg d'Akasia, ils représentent cependant 60,14 % des habitants de Heather View, 51,88% des habitants de Hesteapark, 67,30 % de ceux de NinaPark et 53,23 % de ceux de Theresapark

## Politique
Autrefois, Akasia était un bastion du parti national avant de devenir le plus solide bastion du parti conservateur dans la région du grand Pretoria.
Aujourd'hui, le quartier d'Akasia est partagé entre plusieurs circonscriptions qui sont elles-mêmes assez partagées entre l'Alliance démocratique (DA) et le congrès national africain (ANC). Lors des élections générales sud-africaines de 2014, l'ANC domine légèrement ou relativement dans Amandasig, Orchards, Rosslyn, Chantelle tandis que la DA domine légèrement ou relativement à Clarina, Klerksoord, Heather View ou plus majoritairement à Theresapark, Ninapark et Ondersterpoort.